# PMN (地雷)
PMN（ロシア語: ПМН）は、ソビエト連邦で開発された対人地雷。ベトナム戦争では、アメリカ兵から「ブラック・ウィドウ」の俗称で呼ばれた。

## 概要
いわゆる圧力作動式爆風地雷の一種であり、地雷を踏むことで起動し、主に爆発そのものにより傷害を負わせることを目的としている。ソビエト連邦で製造されたほか、中国でコピー品が製造され、ハンガリーでは派生型が開発された。ロシア連邦でも製造が行われたが、ロシアは1997年に本地雷を含む爆風地雷の製造を停止したと表明している。
アフガニスタン、アンゴラ、アゼルバイジャン、カンボジア、チェチェン、エジプト、エリトリア、エチオピア、ジョージア、ホンジュラス、イラク、クルディスタン、ラオス、レバノン、リビア、モザンビーク、ナミビア、ニカラグア、ルワンダ、ソマリア、南アフリカ共和国、スーダン、タジキスタン、ベトナム、イエメンで使用が確認されている。

## 構造
直径112ミリ、高さ56ミリで、茶色（赤褐色と表現されることもある）のベークライト製の本体と黒いゴム製の感圧板を持つ。また、本体が緑色のものも存在するほか、中国製のコピー品である58式は本体が黒色である。
上部にある感圧板に、8から25キロの圧力がかかることで起爆する。主爆薬は200グラムのTNT爆薬で、これは一般的な対人用の爆風地雷と比べて多く、ほかの地雷と比べて重篤な負傷や致命傷に至りやすい。また、近距離ではベークライト製本体の破片も被害をもたらす。なお、2009年度版までのジェーン年鑑では本地雷の爆薬量を240グラムとしていたが、これは南アフリカの政府調査機関がロシアの資料を基に調査した結果を受けて修正されたという。
感圧板を固定しているリングなどに金属製部品が使用されているため、金属探知機による発見は比較的容易とされる。

## 派生型
- PMN-2 - 改良型[5]。
- 58式 - 中国でPMNをコピーした地雷[1][2]。
- GYATA-64 - ハンガリーでPMNをベースに開発された地雷[1]。